# Игрите на глада: Балада за пойни птици и змии
„Игрите на глада: Балада за пойни птици и змии“ (на английски: The Hunger Games: The Ballad of Songbirds & Snakes) е американски антиутопичен научнофантастичен екшън филм от 2023 г. на режисьора Франсис Лоурънс, а сценарият е на Майкъл Лесли и Майкъл Арндт. Той е базиран на романа „Балада за пойни птици и змии“, написан от Сюзан Колинс. Той е прелюдия на „Игрите на глада“ и е петият от едноименната поредица. Във филма участват Том Блайт, Рейчъл Зиглър, Хънтър Шафър, Джейсън Шуорцман, Питър Динклидж, Джош Андрес Ривера и Вайола Дейвис.
Световната премиера на филма се проведе в Берлин, Германия на 5 ноември 2023 г., и излиза в Северна Америка на 17 ноември 2023 г. от Lionsgate. Филмът получава смесени отзиви от критиците.

## Актьорски състав
- Том Блайт – Кориолан Сноу
  - Декстър Сол Ансел – младия Кориолан
- Рейчъл Зиглър – Луси Грей Беърд
- Джош Андрес Ривера – Седжанус Плинт
- Хънтър Шафър – Тигрис Сноу
  - Роза Гоцлър – младата Тигрис
- Питър Динклидж – Каска Хайботъм
- Джейсън Шуорцман – Лукреций Фликърман, първият водещ на „Игрите на глада“
- Вайола Дейвис – д-р Волумния Гаул
- Фионула Фланаган – Маминка, строгата баба на Седжанус и Тигрис
- Бърн Горман – Командир Хоф
- Ашли Лиао – Клеменсия Давкоут
- Макс Рафаел – Фестъс Крийд
- Зоуи Рене – Лисистрата Викърс
- Ник Бенсън – Джесъп
- Изобел Джеспър Джоунс – Мейфеър Лип
- Джордж Сомър – Спрус
- Ема Фрида Бруглър – Даяна Ринг

## Снимачен процес
Снимките започват в Варшава, Полша на 11 юли 2022 г. и свършат в Берлин, Германия на 5 ноември 2022 г.

## Музика
През юли 2022 г. композиторът Джеймс Нютън Хауърд потвърди, че отново ще композира музиката във филма.

## Премиера
Европейската премиера „Игрите на глада: Балада за пойни птици и змии“ се проведе в Берлин, Германия на 5 ноември 2023 г., световната премиера се проведе и BFI IMAX в Лондон, Великобритания на 9 ноември 2023 г., и излиза по кината в Съединените щати на 17 ноември 2023 г. от Lionsgate.